# Stanislav Griga
Stanislav Griga (Žilina, 4 de novembro de 1961) é um ex-futebolista e treinador de futebol eslovaco, membro da Tchecoslováquia entre 1983 e 1990. Atualmente comanda a Eslováquia.

## Carreira
Sua carreira profissional iniciou-se em 1980, no ZVL Žilina (atual MŠK Žilina), onde teve bom desempenho (25 gols em 26 partidas, média de quase um gol por partida). Desempenho esse que lhe rendeu sua contratação por parte do tradicional Sparta Praga no ano seguinte.
Em cinco anos no Sparta, Griga marcou 67 gols em 140 partidas. Em 1986, assinou com o Dukla Praga, atuando em quinze jogos e marcando onze gols. Voltaria ao Sparta em 1987, tendo novamente uma boa passagem (91 jogos, 57 gols). Após dez anos jogando na Tchecoslováquia, o atacante deixaria o país em 1990 para representar o Feyenoord, onde marcou nove gols em 43 partidas.
Griga encerraria precocemente sua carreira em 1993, aos 31 anos, quando atuava pelo Rapid Viena (24 partidas, nove gols).

## Seleção
Entre 1983 e 1990, Griga fez parte da Seleção da Tchecoslováquia, participando de 34 jogos e marcando oito gols.
Disputou a Copa de 1990, atuando em dois jogos. Seu momento mais marcante foi na partida contra a Itália, sede do torneio, marcando um gol, que seria o único dele em Copas, mas o árbitro francês Joël Quiniou marcou impedimento.